# Hannah Slater
Hannah Slater, född 1774, död 1812, var en amerikansk uppfinnare.
Hon räknas som den första kvinna som mottog patent för en uppfinning i USA; före Hazel Irwin 1808 och Mary Kies 1809, som traditionellt ofta räknats som de första. 
Hon mottog år 1793 patent för en metod att spinna särskilt stark tråd av bomull. 